# Nova Bréscia
Nova Bréscia 
è un comune del Brasile nello Stato del Rio Grande do Sul, parte della mesoregione Centro Oriental Rio-Grandense e della microregione di Lajeado-Estrela.
Pare che sia stato fondato da emigranti italiani provenienti dalla città di Brescia.
La prima emigrazione in partenza dal Veneto, in buona parte dalla provincia di Treviso, dalla Lombardia e dal Friuli, risale al 1875. Infatti a partire da quell'anno cominciarono ad arrivare in Brasile, negli Stati di Rio Grande do Sul, Santa Catarina, Paraná, Espírito Santo, e soprattutto nella cosiddetta zona di colonizzazione italiana, che oggi ha per centro economico, commerciale e culturale la fiorente città di Caxias do Sul con circa 500 000 abitanti: miracolo di sviluppo e modello di “un altro Veneto” cresciuto oltre oceano.